# 石场站 (中国)
石场站位于中华人民共和国重庆市九龙坡区石场村，是一个成渝线上的铁路车站，目前为四等站，目前本站不办理客货运业务。车站成都侧曾经设有一座名为煤窑桥的铁路石拱桥，曾经是中华人民共和国第一张铁路邮票的取景地，1987年成渝铁路电气化改造后被汤家坨隧道代替；重庆侧至小南海区间为双单线区间，设有金家岩双线铁路隧道。
车站原为重庆钢铁厂白云石厂的装碴线接轨点，1964年正式开站，设有4条到发线。1963年增建2条装卸线。1974年铁路部门修建人和场重庆西站连接成渝铁路和川黔铁路的南疏解线，其中包括跳蹬站至本站的南疏2线，于1980年建成通车:321:84。2014年6月30日兴珞铁路通车，并设有通往本站的联络线，使得兴隆场往川黔铁路方向的列车在新白沙沱长江大桥建成前经本站、南疏2线及旧白沙沱长江大桥过江。